# 日本とアブハジアの関係
日本とアブハジアの関係（にほんとアブハジアのかんけい、グルジア語: აფხაზეთ-იაპონიის ურთიერთობა、ロシア語: Абхазско-японские отношения、英語: Abkhazia–Japan relations）は、常にソビエト連邦やジョージア（グルジア）を仲介するものであり、これまで日本とアブハジアの間で直接の国交が樹立されたことは一度もない。

## 歴史
- 1921年3月31日、アブハジア社会主義ソビエト共和国が独立[1]。
- 1922年12月30日、アブハジアがソビエト連邦に正式加盟[2][3]。
- 1925年1月20日、日ソ基本条約が締結され日ソ両国の国交が初めて樹立[4]、ソ連邦を仲介として日本とアブハジアの関係が築かれた。
- 1931年2月19日、グルジア[5]出身のヨシフ・スターリンの命令によりアブハジアは共和国としての地位を喪失、グルジア・ソビエト社会主義共和国内の一自治共和国アブハズ自治ソビエト社会主義共和国に格下げとなった[6]。
- 1945年8月8日、未だ8ヶ月の効力が残存していた日ソ中立条約を軽視してヤルタ会談など国連（連合国）からの対日参戦要請を重視したソ連邦が、同中立条約を破棄して日本および満州国に宣戦布告すると同時に奇襲をかけ、日ソ両国は一夜にして交戦国同士となった（ソ連対日参戦）。これに伴い、日本とアブハジアの関係も途絶。
- 1956年10月19日、日ソ共同宣言が締結され、11年ぶりに日ソ両国の国交が回復[7]。同時に、日本とアブハジアの関係も再開された。
- 1991年4月9日、アブハジアを擁するグルジアが、ソ連邦からの離脱と独立を宣言。日本はグルジアの独立をすぐには承認せず[8]、日本とアブハジアの関係も中断。
- 1992年4月3日、日本が旧グルジアの独立を正式に承認、日本とジョージアの外交関係が正式に樹立された[9]。これと同時に、日本とアブハジアの関係も再開。
- 1992年7月23日、ジョージアで憲法改正が宣言され、それまで約60年にわたってジョージアの一部であったアブハジアが、ソ連邦時代にあった自治権を剥奪されると危惧して独立を宣言[10]。日本はアブハジアの独立を承認せず、日本とアブハジアの関係が断絶。
- 2007年5月、ロシアから陸路でアブハジアに入国した日本人旅行者が、不法入国者としてジョージア当局に逮捕拘禁された。これは、ジョージア政府の認めるルート以外でのアブハジア地域への立ち入りが、ジョージアの法律で固く禁じられているためである[11]。
- 2008年8月7日、ジョージアが自国領内で実効支配の及ばない南オセチアを取り戻すために軍を進めたが、ロシアの本格的な介入を受けて潰走、10日足らずで休戦した（南オセチア紛争）[12]。
- 2008年8月26日、ロシアのドミートリー・メドヴェージェフ大統領が、アブハジアおよび南オセチアの独立を承認する大統領令に署名[13]。ロシアは、独立国としてのアブハジアを承認する初の国連加盟国となった[14]。
- 2008年8月27日、日本の高村正彦外務大臣が、ロシアによるアブハジアおよび南オセチアの独立承認はジョージアの領土一体性を脅かすものであるとして、遺憾の意を表明した[15][16]。

## 経済関係
2016年8月の報道によると、アブハジアではヨーロッパや日本の中古車が人気で、主に日本やドイツ、ラトビアから入って来ており、日本車の中ではトヨタと日産の評判が高い。

## 文化交流
2001年の6月4日から25日にかけて、モスクワの東洋美術館で「日本・アブハジア ～ブブノワ姉妹の生涯と作品～」展（ロシア語: Выставка «Япония-Абхазия. Жизнь и творчество сестер Бубновых»）が開催された。ブブノワ姉妹とは、ピアニストのマリヤ・ブブノワ、画家のワルワーラ・ブブノワ、ヴァイオリニストのアンナ・ブブノワ（小野アンナ）のことであり、特に次女のワルワーラと三女のアンナは、大正から昭和半ば頃までの日本に滞在して芸術家、教育者として活動しており、その後、姉妹揃ってソ連邦に帰国してアブハジアのスフミに居を構えて、晩年まで同地での活動を続けた。
2016年5月15日、東京の多磨霊園でワルワーラ・ブブノワと小野アンナの功績を称える記念碑が除幕され、ニコライ堂の司祭によって成聖された。

## 外交使節

### 駐アブハジア日本大使
なし。トビリシに駐箚する駐ジョージア日本大使が、ジョージアを構成する一地域として管轄している。

### 駐日アブハジア大使
なし